# Geoff Tracey
John Geoffrey Tracey  (Cairns, Australia, 1930-Yungaburra, Australia, 30 de julio de 2004) fue un botánico, agrónomo, y taxónomo australiano.

## Biografía
Entre 1947 a 1948, estudió agronomía en Gatton Agricultural College, y amplió sus estudios en Ciencias (botánica) en la Universidad de Queensland, a principios de la década de 1960.
Geoff trabajó durante muchos años (1949-1980) con el Dr. Len Webb en la Unidad de Ecología de Bosques Tropicales de la División de Industria de Plantas CSIRO. El trabajo anterior de Geoff tenía un fuerte enfoque en la colección de muestras botánicas para los análisis de la Encuesta Fitoquímica australiana. Desde mediados de la década de 1960, su trabajo con Len Webb se centró en Ecología Bosques Tropicales. Durante ese período, hizo numerosas publicaciones conjuntas sobre ese tema en particular, con Bill Williams (CSIRO de Pastos Tropicales), que era un especialista en técnicas de análisis numérico. Tenía una excelente capacidad para identificar variedades de plantas, en particular plantas de semillero, en el campo, hizo posible esa investigación. Durante la década de 1970, la obra de Len Webb y Geoff Tracey, siempre con la base científica de una serie de campañas de conservación a través de Queensland. En 1975, las "15 Cartas del North Queensland de vegetación de Geoff y Len, se publicaron por CSIRO.

## Algunas publicaciones
- 1986. Trees on the Atherton Tableland: Remnants, Regrowth and Opportunities for Planting. CRES working paper, ISSN 0313-7414. 31 pp. ISBN 0867402539, ISBN 9780867402537

## Honores

### Eponimia
- (Annonaceae) Miliusa traceyi Jessup[4]

- (Cyperaceae) Phaeocephalum traceyi House[5]

- (Euphorbiaceae) Actephila traceyi P.I.Forst.[6]

- (Euphorbiaceae) Margaritaria dubium-traceyi Airy Shaw & B.Hyland[7]
- La abreviatura «Tracey» se emplea para indicar a Geoff Tracey como autoridad en la descripción y clasificación científica de los vegetales.[8]